# Filmografia della Century
1916 - 1917 - 1918 - 1919 - 1920 - 1921 - 1922 - 1923 - 1924 - 1925 - 1926 - 1927 - 1928 - 1929

## 1916
- Inherited Passions, regia di Gilbert P. Hamilton (1916)

## 1917
- Balloonatics, regia di John G. Blystone (1917)
- Automaniacs, regia di John G. Blystone (1917)
- Neptune's Naughty Daughter, regia di John G. Blystone (1917)
- Her Bareback Career, regia John G. Blystone (1917)
- She Did Her Bit, regia di John G. Blystone (1917)

## 1918
- Oh, Baby!, regia di John G. Blystone (1918)
- What's the Matter with Father?, regia di John G. Blystone (1918)
- Her Unmarried Life, regia di John G. Blystone (1918)
- In Dutch, regia di John G. Blystone (1918)
- Choo Choo Love, regia di John G. Blystone (1918)
- Hey, Doctor!, regia di John G. Blystone (1918)
- Bawled Out, regia di James D. Davis (1918)
- Hoot Toot, regia di James D. Davis (1918)
- Cupid vs. Art, regia di Vin Moore (1918)
- Untamed Ladies (1918)
- The Cabbage Queen (1918)

## 1919
- The Lions and Tin Horn Sports (1919)
- Behind the Front (1919)
- Society Stuff, regia di Vin Moore (1919)
- A Jungle Gentleman, regia di Fred C. Fishback (Fred Hibbard) (1919)
- Looney Lions and Monkey Business, regia di Vin Moore (1919)
- Frisky Lions and Wicked Husbands, regia di Vin Moore (1919)
- Howling Lions and Circus Queens, regia di Vin Moore (1919)
- A Lion Special, regia di James D. Davis (come James Davis) (1919)
- Beauty and the Boob (1919)
- Lonesome Hearts and Loose Lions, regia di William Watson (William Watson) (1919)
- The Jailbreaker, regia di Charles Parrott (Charley Chase) (1919)
- A Village Venus, regiadi Fred C. Fishback (Fred Hibbard) (1919)
- A Lion in the House (1919)
- Daring Lions and Dizzy Lovers, regia di William H. Watson (1919)
- Chasing Her Future, regia di Fred C. Fishback (Fred Hibbard)
- Romeos and Jolly Juliets, regia di William H. Watson (1919)
- Brownie's Doggone Tricks, regia di Vin Moore (1919)
- African Lions and American Beauties, regia di Fred C. Fishback (1919)
- Oh! You East Lynn!, regia di J.A. Howe (1919)
- A Barnyard Romance, regia di Jess Robbins (1919)
- A Lucky Dog's Day, regia di William H. Watson (1919)
- The Good Ship Rock 'n' Rye, regia di Fred C. Fishback (1919)
- Weak Hearts and Wild Lions, regia di Fred C. Fishback (1919)
- Charlie Gets a Job, regia di Jess Robbins (1919)

## 1920
- Adam and Eve a la Mode, regia di Jess Robbins (1920)
- Naughty Lions and Wild Men, regia di Fred C. Fishback (1920)
- A Baby Doll Bandit, regia di Fred C. Fishback (1920)
- All for the Dough Bag, regia di J.A. Howe (1920)
- Brownie's Busy Day (1920)
- Over the Ocean Waves (1920)
- Over the Transom, regia di Fred C. Fishback (1920)
- Good Little Brownie (1920)
- The Bull Thrower, regia di Jay A. Howe (J.A. Howe) (1920)
- Loose Lions and Fast Lovers, regia di Fred C. Fishback (1920)
- My Dog, Pal, regia di Fred C. Fishback (1920)
- A Lion's Alliance, regia di Fred C. Fishback (1920)
- Dog-Gone Clever, regia di Charles Reisner (1920)
- Lion Paws and Lady Fingers, regia di Fred C. Fishback (1920)
- The Tale of the Dog, regia di Tom Buckingham (1920)
- My Salomy Lions, regia di Fred C. Fishback (1920)
- Lion's Jaws and Kitten's Paws, regia di William H. Watson (1920)
- Home Brew, regia di Tom Buckingham (1920)
- Wild Lions and Ferocious Cheese, regia di William H. Watson (1920)
- Bear Skinned Beauties, regia di Fred Windemere (come Fred C. Windemere) (1920)
- A Birthday Tangle, regia di James D. Davis (1920)
- Brownie, the Peacemaker (1920)
- A Movie Hero, regia di Fred C. Fishback (1920)
- You Tell 'Em, Lions, I Roar, regia di William H. Watson (1920)
- Profiteering Blues, regia di Fred C. Fishback (1920)
- Love and Gasoline, regia di Noel M. Smith (1920)
- His Master's Breath, regia di Fred C. Fishback (1920)
- A Shotgun Wedding, regia di Fred C. Fishback (1920)
- Loose Lions, regia di William H. Watson (1920)
- Should Tailors Trifle?, regia di Tom Buckingham (1920)
- Uncle Tom's Caboose, regia di James D. Davis (1920)
- A Blue Ribbon Mutt, regia di Charles Reisner (1920)
- A Lyin' Tamer, regia di Charles Reisner (1920)
- Twin Crooks, regia di Tom Buckingham (1920)
- A Fishy Story, regia di Fred C. Fishback (1920)
- Hot Dog, regia di Fred C. Fishback (1920)
- Golf and Jailbirds (1920)
- Laughing Gas, regia di Tom Buckingham (1920)
- Tails Win, regia di William H. Watson (1920)
- Trouble Bubbles, regia di Billy Armstrong (1920)
- Their First Tintype, regia di Bud Jamison (1920)

## 1921
- Happy Daze, regia di Charles Reisner (1921)
- Tee Time, regia di James D. Davis (1921)
- Fire Bugs, regia di Fred Hibbard (come Fred C. Fishback) (1921)
- His Fearful Finish, regia di Tom Buckingham (1921)
- His Puppy Love, regia di Charles Reisner (1921)
- Fresh from the Farm, regia di Tom Buckingham (1921)
- Leaping Lions and Jailbirds, regia di William H. Watson (1921)
- Vamps and Scamps, regia di James D. Davis (1921)
- The Dog Doctor, regia di Fred Hibbard (1921)
- Her Circus Man, regia di James D. Davis (come James Davis) (1921)
- Stuffed Lions, regia di Charles Reisner (1921)
- A Bunch of Kisses, regia di Fred Hibbard (1921)
- Tough Luck, regia di Tom Buckingham (1921)
- Harem Skarem, regia di William H. Watson (1921)
- On with the Show, regia di James D. Davis (1921)
- The Kid's Pal, regia di Tom Buckingham (1921)
- The Country Heir, regia di William H. Watson
- Dandy Lions, regia di William H. Watson (1921)
- Playmates, regia di Fred Hibbard (1921)
- A Dollar's Worth, regia di Tom Buckingham (1921)
- Fors Sale, regia di Tom Buckingham (1921)
- On Account, regia di William H. Watson (1921)
- Pals, regia di Tom Buckingham (1921)
- Custard's Last Stand, regia di William H. Watson (1921)
- Cupid's Last Word, regia di William H. Watson (1921)
- Wood Simps, regia di William H. Watson (1921)
- Society Dogs, regia di Fred Hibbard (1921)
- Smart Alec, regia di Tom Buckingham (1921)
- Third Class Male, regia di William H. Watson (1921)
- The Whizbang, regia di Fred Hibbard (1921)
- Alfalfa Love, regia di Fred C. Fishback (1921)
- In Again, regia di Tom Buckingham (1921)
- The Clean Up, regia di William Watson (1921)
- Golfing, regia di Fred C. Fishback (Fred Hibbard) (1921)
- Hold Your Breath, regia di William H. Watson (film 1921)|
- Stealin' Home, regia di Alf Goulding (Alfred J. Goulding) (1921)
- Brownie's Little Venus, regia di Fred C. Fishback (Fred Hibbard) (1921)
- High Life, regia di Alfred J. Goulding (1921)
- A Week Off, regia Fred C. Fishback (1921)
- Brownie's Baby Doll, regia di Alfred J. Goulding (1921)
- Mama's Cowpuncher, regia di Alfred J. Goulding (1921)
- Sea Shore Shapes, regia di Alfred J. Goulding (1921)
- Tin Cans, regia di Fred Hibbard (1921)
- The Nervy Dentist, regia di Alf Goulding (1921)
- Around Corners, regia di Fred Hibbard (1921)
- A Muddy Bride, regia di Fred C. Fishback (Fred Hibbard) (1921)
- Playing Possum, regia di Alfred J. Goulding (1921)
- Teddy's Goat, regia di Fred Hibbard (1921)
- Get-Rich-Quick Peggy, regia di Alfred J. Goulding (1921)
- A Family Affair, regia di Alf Goulding (1921)
- The Dumb Bell, regia di Tom Buckingham (1921)
- Chums, regia di Fred Hibbard (1921)

## 1922
- The Freshman, regia di Alf Goulding (1922)
- Hello, Judge, regia di Arvid E. Gillstrom e Fred Hibbard (1922)
- Shipwrecked Among Animals, regia di Alf Goulding (1922)
- The Straphanger, regia di Fred Hibbard (1922)
- Atta Boy, regia di Albert Herman (1922)
- An Idle Roomer, regia di Arvid E. Gillstrom (1922)
- Circus Clowns, regia di Fred Hibbard (1922)
- The Touchdown, regia di Alf Goulding (1922)
- Horse Sense, regia di Fred Hibbard (1922)
- Little Miss Mischief, regia di Arvid E. Gillstrom (1922)
- Table Steaks, regia di Fred Hibbard (1922)
- Peggy, Behave!, regia di Arvid E. Gillstrom (1922)
- Upper and Lower, regia di Alf Goulding (1922)
- One Horse Town, regia di Tom Buckingham (1922)
- Mutts, regia di Fred Hibbard (1922)
- Two of a Kind, regia di Tom Buckingham (1922)
- No Brains, regia di Tom Buckingham (1922)
- The Rubberneck, regia di Alf Goulding (1922)
- A Dark House, regia di Jess Robbins (1922)
- Cheerful Credit, regia di Fred Hibbard (1922)
- Red Hot Rivals, regia di Fred Hibbard (1922)
- Sic 'Em Brownie, regia di Alf Goulding (1922)
- Off His Beat, regia di Tom Buckingham (1922)
- The Little Rascal, regia di Arvid E. Gillstrom (1922)
- Three Weeks Off, regia di Alf Goulding (1922)
- Horse Tears, regia di Fred Hibbard (1922)
- Some Class, regia di Alfred J. Goulding (1922)
- Speed 'Em Up, regia di Arvid E. Gillstrom (1922)
- Ten Seconds, regia di Fred Hibbard (1922)
- Live Wires, regia di Alf Goulding (1922)
- Apartment Wanted, regia di Alf Goulding (1922)
- Short Weight, regia di Alf Goulding (1922)
- You and Me, regia di Arthur Hackett (1922)
- Hello, Mars, regia di Alf Goulding (Alfred J. Goulding) (1922)
- Henpecked, regia di Fred Hibbard (1922)
- Bath Day, regia di Fred Hibbard (1922)
- Hicksville's Romeo, regia di Al Herman (Albert Herman) (1922)
- Kid Love, regia di Jack Dawn (1922)
- Cured, regia di Albert Herman (1922)
- Foolish Lives, regia di Arvid E. Gillstrom (1922)
- The Kickin' Fool, regia di Tom Buckingham (1922)
- The Radio Hound, regia di Arvid E. Gillstrom (1922)
- Some Family, regia di Arvid E. Gillstrom (1922)
- The Fresh Kid, regia di Norman Taurog (1922)
- Wedding Pumps, regia di Fred Hibbard (1922)
- The Cabby, regia di Albert Herman (Al Herman) (1922)
- Ginger Face, regia di Jimmie Adams (1922)
- Little Red Riding Hood, regia di Alfred J. Goulding e Al Herman (1922)
- Just Dogs, regia di Al Herman (1922)
- True Blue, regia Al Herman (1922)
- Rookies, regia di Alfred J. Goulding (1922)
- Women First, regia di Fred Hackert (1922)
- A Small Town Derby, regia di Albert Herman (come Al Herman) (1922)
- Me and My Mule, regia di Albert Herman (come Al Herman) (1922)
- The Tattle Tail, regia di Arvid E. Gillstrom (1922)

## 1923
- The American Plan, regia di Albert Herman (come Al Herman) – cortometraggio (1923)
- Sting 'Em Sweet, regia di Herman C. Raymaker – cortometraggio (1923)
- Hee! Haw!, regia di Al Herman – cortometraggio (1923)
- Farm Follies, regia di Al Herman – cortometraggio (1923)
- The Home Plate, regia di Al Herman – cortometraggio (1923)
- Boyhood Days, regia di Harry Edwards – cortometraggio (1923)
- Pleasure Before Business, regia di Alf Goulding (1923)
- Game Hunters, regia di Al Herman (1923)
- A Howling Success, regia di Harry Edwards (1923)
- A Spooky Romance, regia di Albert Herman (come Al Herman) (1923)
- Sweet and Pretty, regia di James D. Davis (1923)
- Smarty, regia di Harry Edwards (1923)
- Peg o' the Movies, regia di Alfred J. Goulding (1923)
- Vamped, regia di Albert Herman (come Al Herman) (1923)
- Sunny Gym, regia di Herman C. Raymaker (1923)
- Dad's Boy, regia di Harry Edwards (1923)
- Sweetie, regia di Alfred J. Goulding (1923)
- Oh! Nursie!, regia di Al Herman (Albert Herman) (1923)
- Why Dogs Leave Home, regia di Herman C. Raymaker (1923)
- Ain't Love Awful?, regia di Eugene De Rue (1923)
- All Over Twist, regia di Archie Mayo (1923)
- The Kid Reporter, regia di Alfred J. Goulding (1923)
- Fare Enough, regia di Al Herman (Albert Herman) (1923)
- The Imperfect Lover, regia di Archie Mayo (1923)
- Don't Get Fresh, regia di Archie Mayo (1923)
- Taking Orders, regia di Alfred J. Goulding (1923)
- Hold On, regia di Al Herman (Albert Herman) (1923)
- Speed Bugs, regia di Archie Mayo (1923)
- Nobody's Darling, regia di Alfred J. Goulding (1923)
- Buddy at the Bat, regia di Al Herman (Albert Herman) (1923)
- Tips, regia di Arvid E. Gillstrom (1923)
- Spring Fever, regia di Harry Edwards (1923)
- Lots of Nerve, regia di Noel M. Smith (1923)
- So Long, Buddy, regia di Noel M. Smith (1923)
- High Kickers, regia di Archie Mayo (1923)
- Carmen, Jr., regia di Alfred J. Goulding (1923)
- Back to Earth, regia di Al Herman (Albert Herman) (1923)
- Round Figures, regia di Archie Mayo (1923)
- Bringing Up Buddy, regia di Al Herman (Albert Herman) (1923)
- One Exciting Day, regia di Al Herman (1923)
- A Regular Boy, regia di Al Herman (1923)
- Don't Scream, regia di Al Herman (1923)
- Fashion Follies, regia di Al Herman (Albert Herman) (1923)
- Little Miss Hollywood, regia di Al Herman (1923)
- Golfmania, regia di Al Herman (Albert Herman) (1923)
- Down to the Ship to See, regia di Al Herman (Albert Herman) (1923)
- She's a He, regia di Al Herman (Albert Herman) (1923)
- Miles of Smiles, regia di Alfred J. Goulding (1923)
- A Corn-Fed Sleuth, regia di Al Herman (Albert Herman) (1923)
- My Pal, regia di Al Herman (Albert Herman) (1923)
- Buckin' the Line, regia di Al Herman (Albert Herman) (1923)
- Hansel and Gretel, regia di Alfred J. Goulding (1923)

## 1924
- His Sons-in-Law, regia di Robert Kerr (1924)
- Obey the Law, regia di Robert Kerr (1924)
- The Rich Pup, regia di Albert Herman (come Al Herman) (1924)
- The Caddy, regia di Arvid E. Gillstrom (1924)
- Own a Lot, regia di Noel M. Smith (1924)
- Such Is Life, regia di Alfred J. Goulding (1924)
- Keep Going, regia di Robert P. Kerr (1924)
- You're Next, regia di Al Herman (1924)
- Quit Kidding, regia di Al Herman (1924)
- Peg o' the Mounted, regia di Alfred J. Goulding (1924)
- Sons-In-Law, regia di Robert Kerr (1924)
- That Oriental Game, regia di Noel M. Smith (1924)
- A Young Tenderfoot, regia di Al Herman (1924)
- That's Rich, regia di Noel M. Smith (1924)
- Hit 'em Hard, regia di Robert Kerr (1924)
- Checking Out, regia di Noel M. Smith (1924)
- The Racing Kid
- Pretty Plungers
- Happy Days
- A Lofty Marriage
- Taxi! Taxi!, regia di Noel M. Smith (1924)
- Our Pet
- Trailing Trouble
- The Tired Business Man
- The Flower Girl, regia di Herman C. Raymaker (1924)
- Delivering the Goods, regia di Edward I. Luddy (1924)
- Fearless Fools, regia di Noel M. Smith (1924)
- Stepping Some, regia di Arvid E. Gillstrom (1924)
- Sailor Maids, regia di Al Herman (1924)